# Ric Records
Ric Records, samen met zusterlabel Ron Records, waren Amerikaanse platenlabels opgericht door Joe Ruffino in 1958 (Ric) en 1959 (Ron). Hoewel de meeste releases van Ric niet boven regionale hits uitstegen, was het label actief tijdens het gouden tijdperk van de rhythm-and-blues in New Orleans en was het een broedplaats voor veel artiesten die nu worden erkend als bepalend voor die stijl.
Joe Ruffino vernoemde de labels naar zijn zonen Richard en Ronald. Hij had een sterke band met Cosimo Matassa, eigenaar van de J&M-studio in New Orleans. Beiden hadden wortels in Italiaanse emigrantenfamilies.
Ric Records was uitsluitend gericht op het uitbrengen van lokaal talent uit New Orleans. Gitarist Edgar Blanchard werd ingeschakeld om te helpen met studio-arrangementen en hield toezicht op alle vroege Ric-studiosessies. Hij werd later vervangen door Harold Battiste. Mac Rebennack (later "Dr. John") werd aangesteld als labelpresident en hielp met schrijven en produceren.
Ruffino bracht op het Ric-label platen uit van onder meer Eddie Bo ("I Got to Know"), Johnny Adams ("Closer to You") , Lenny Capello ("Cotton Candy"), Alvin Lee Johnson ("Carnival Time"), Tommy Ridgley en Joe Jones. Jones voorzag Ric van zijn enige grote hit, "You Talk Too Much", die in de herfst van 1960 piekte op # 3 in de Billboard Hot 100. Deze plaat was de oorzaak van juridische problemen met het in New York gevestigde Roulette Records, waarvoor Joe Jones eerder een versie van het nummer had opgenomen.
Zusterlabel Ron Records had een vergelijkbare focus op lokaal talent met artiesten als Professor Longhair ("Go to the Mardi Gras"), Irma Thomas, Bobby Mitchell, Eddie Lang (niet te verwarren met de jazzgitarist Eddie Lang) en Martha Carter. Nadat ze door Tommy Ridgley in een plaatselijke club was ontdekt, nam Irma Thomas binnen een week haar eerste single "(You Can Have My Husband but) Don't Mess with My Man" op voor Ron. Ze wordt nu erkend als een belangrijke Amerikaanse zangeres en werd in 2007 opgenomen in de Louisiana Music Hall of Fame.
Joe Ruffino overleed in 1962, waarna de labels geen nieuwe opnames meer maakten. Ruffino's zwager Joe Assunt0, eigenaar van de One Stop Records-winkel, schafte de Ric- en Ron-banden aan en bracht daarna verschillende populaire titels opnieuw uit, waaronder een paar singles van Johnny Adams ("Who's Gonna Love You"/"A Losing Battle"). Bij de dood van Assunto in augustus 1981 gingen de banden over op zijn dochter Joel Ann Mcgregor.